# Jonas Herlenius (företagsledare)
Jonas Herlenius, född 11 november 1890, död 25 februari 1982, var en svensk industriman.
Jonas Herlenius var son till August Herlenius. Efter bergsingenjörsexamen 1913 var han anställd vid olika företag i Förenta staterna, varefter han 1923 anställdes av Uddeholm som chef för bolagets agentur i Birmingham. Herlenius blev biträdande försäljningschef vid samma bolag 1927, försäljningschef 1932 och försäljningsdirektör 1944.